# Duarte de Melo
Duarte de Melo foi um nobre português.

## Biografia
Fidalgo da Casa Real e Alcaide-Mor do Castelo de Castelo de Vide.

## Casamento e descendência
Casou com Guiomar de Barros (c. 1453 -), filha de João de Barros e de sua mulher Isabel de Lemos, da qual teve um filho: 
- João de Melo